# Montalto Pavese
Montalto Pavese – miejscowość i gmina we Włoszech, w regionie Lombardia, w prowincji Pawia.
Według danych na rok 2004 gminę zamieszkiwały 964 osoby, 50,7 os./km².